# Jeux sud-asiatiques de 2024
Navigation
Katmandou & Pokhara 2019
Les Jeux sud-asiatiques de 2024 devaient avoir lieu du 14 mars au 2 avril 2024 à Lahore au Pakistan. Les Jeux devaient avoir lieu en mars 2023, mais ont ensuite été reportés à mars 2024 après un avis des membres du SAOC lors de la conférence du Conseil olympique d'Asie (OCA). A un mois de la date, il subsistait encore des doute sur les conditions pour être en mesure d'accueillir l'événement. La compétition est finalement reportée à début 2025.
Les villes de Faisalabad, Gujranwala, Islamabad et Sialkot accueillent certains sports.

## Nations participantes

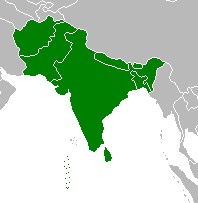
Nations participantes.

Huit nations prennent part aux Jeux en 2024
- Bangladesh
- Bhoutan
- Inde
- Maldives
- Népal
- Pakistan
- Sri Lanka

## Sports
37 sports sont au programme de ces Jeux
- Athlétisme (20)
- Aviron (9)
- Badminton (7)
- Baseball (6)
- Basketball
  -  Basket-ball (4)
  -  Basket-ball à trois (4)
- Boxe (16)
- Canoë (8)
- Cricket (2)
- Cyclisme
  -  Cyclisme sur route (4)
  -  VTT cross-country (4)
- Sport adapté
- Esport  (12)
- Équitation (8)
- Escrime (8)
- Football (2)
- Golf (4)
- Gymnastique artistique (8)
- Haltérophilie (6)
- Handball  (2)
- Hockey sur gazon (4)
- Judo (15)
- Kabaddi (2)
- Karaté (19)
- Kho kho (2)
- Lutte  (20)
- Sport aquatiques
  -  Natation
  -  Natation artistique
  -  Plongeon
  -  Water-polo
  -  Softball (8)
- Squash (4)
- Taekwondo (29)
- Tennis (7)
- Tennis de table (7)
- Tir à l'arc (10)
- Tir sportif (11)
- Triathlon
  -  Aquathlon (3)
  -  Duathlon (2)
  -  Triathlon (3)
- Voile (4)
- Volley-ball
  -  Beach-volley (2)
  -  Volley-ball en salle (2)
- Wushu (22)

3 sports de démonstrations
- Échecs (3)
- Ju-jitsu (2)
- Slap kabaddi (4)

## Tableau des médailles
Ci-dessous est présenté le tableau des médailles par nation à l'issue des Jeux sud-asiatiques de 2024<.
| Rang  | Nation | Or | Argent | Bronze | Total |
| ----- | ------ | -- | ------ | ------ | ----- |
| Total |        |    |        |        |       |